# Szilágyi János (labdarúgó)
Szilágyi János (Rákoscsaba, 1923. július 27. – Budapest, 2005. június 18.) labdarúgó, fedezet.

## Pályafutása
1948 és 1960 között a Vasas labdarúgója volt. Az élvonalban 1949. július 3-án mutatkozott be a Győri Vasas ETO ellen, ahol csapata 2–1-es vereséget szenvedett. Tagja volt a Vasas első bajnokcsapatának 1957 tavaszán. 1955-ben magyar kupát, 1956-ban közép-európai kupát nyert a csapattal. Összesen 169 élvonalbeli mérkőzésen szerepelt és négy gólt szerzett.

## Sikerei, díjai
- Magyar bajnokság
  - bajnok: 1957-tavasz
  - 3.: 1953, 1958–59
- Magyar kupa (MNK)
  - győztes: 1955
- Közép-európai kupa
  - győztes: 1956
- A Gépipar Kiváló Dolgozója (1956)[2]
- A Magyar Népköztársaság Kiváló Sportolója (1956)[3]

## Emlékezete
- Alakja felbukkan (említés szintjén, keresztnév nélkül, de beazonosítható módon) Kondor Vilmos magyar író Budapest novemberben című bűnügyi regényében.